# Labastide-Marnhac
Pour les articles homonymes, voir Labastide.
Labastide-Marnhac est une commune française, située dans le sud-ouest du département du Lot en région Occitanie.
Elle est également dans le Quercy Blanc, une région naturelle correspondant à la partie méridionale du Quercy, devant son nom à ses calcaires lacustres du Tertiaire.
Exposée à un climat océanique altéré, elle est drainée par le Verdanson, le ruisseau de Lacoste et par deux autres cours d'eau. La commune possède un patrimoine naturel remarquable composé de quatre zones naturelles d'intérêt écologique, faunistique et floristique.
Labastide-Marnhac est une commune rurale qui compte 1 316 habitants en 2022, après avoir connu une forte hausse de la population depuis 1968.  Elle fait partie de l'aire d'attraction de Cahors. Ses habitants sont appelés les Marnhacois ou  Marnhacoises.

## Géographie

### Localisation
Commune de l'aire d'attraction de Cahors située dans le Quercy, près de la source du Lendou, sur la route nationale 659.

### Communes limitrophes
Les communes limitrophes sont  Cahors, Cézac, Le Montat, Pern-Lhospitalet, Trespoux-Rassiels et Villesèque.
| Trespoux-Rassiels | Cahors            |             |
| Villesèque        | Labastide-Marnhac | Le Montat   |
| Cézac             | Pern              | Lhospitalet |

### Climat
Pour des articles plus généraux, voir Climat de l'Occitanie et Climat du Lot.
En 2010, le climat de la commune est de type climat océanique altéré, selon une étude s'appuyant sur une série de données couvrant la période 1971-2000. En 2020, Météo-France publie une typologie des climats de la France métropolitaine dans laquelle la commune est toujours exposée à un climat océanique altéré et est dans la région climatique Aquitaine, Gascogne, caractérisée par une pluviométrie abondante au printemps, modérée en automne, un faible ensoleillement au printemps, un été chaud (19,5 °C), des vents faibles, des brouillards fréquents en automne et en hiver et des orages fréquents en été (15 à 20 jours).
Pour la période 1971-2000, la température annuelle moyenne est de 12 °C, avec une amplitude thermique annuelle de 15,6 °C. Le cumul annuel moyen de précipitations est de 877 mm, avec 10,5 jours de précipitations en janvier et 6,6 jours en juillet. Pour la période 1991-2020, la température moyenne annuelle observée sur la station météorologique la plus proche, située sur la commune du Montat à 4 km à vol d'oiseau, est de 13,3 °C et le cumul annuel moyen de précipitations est de 824,6 mm,. Pour l'avenir, les paramètres climatiques de la commune estimés pour 2050 selon différents scénarios d’émission de gaz à effet de serre sont consultables sur un site dédié publié par Météo-France en novembre 2022.

### Milieux naturels et biodiversité

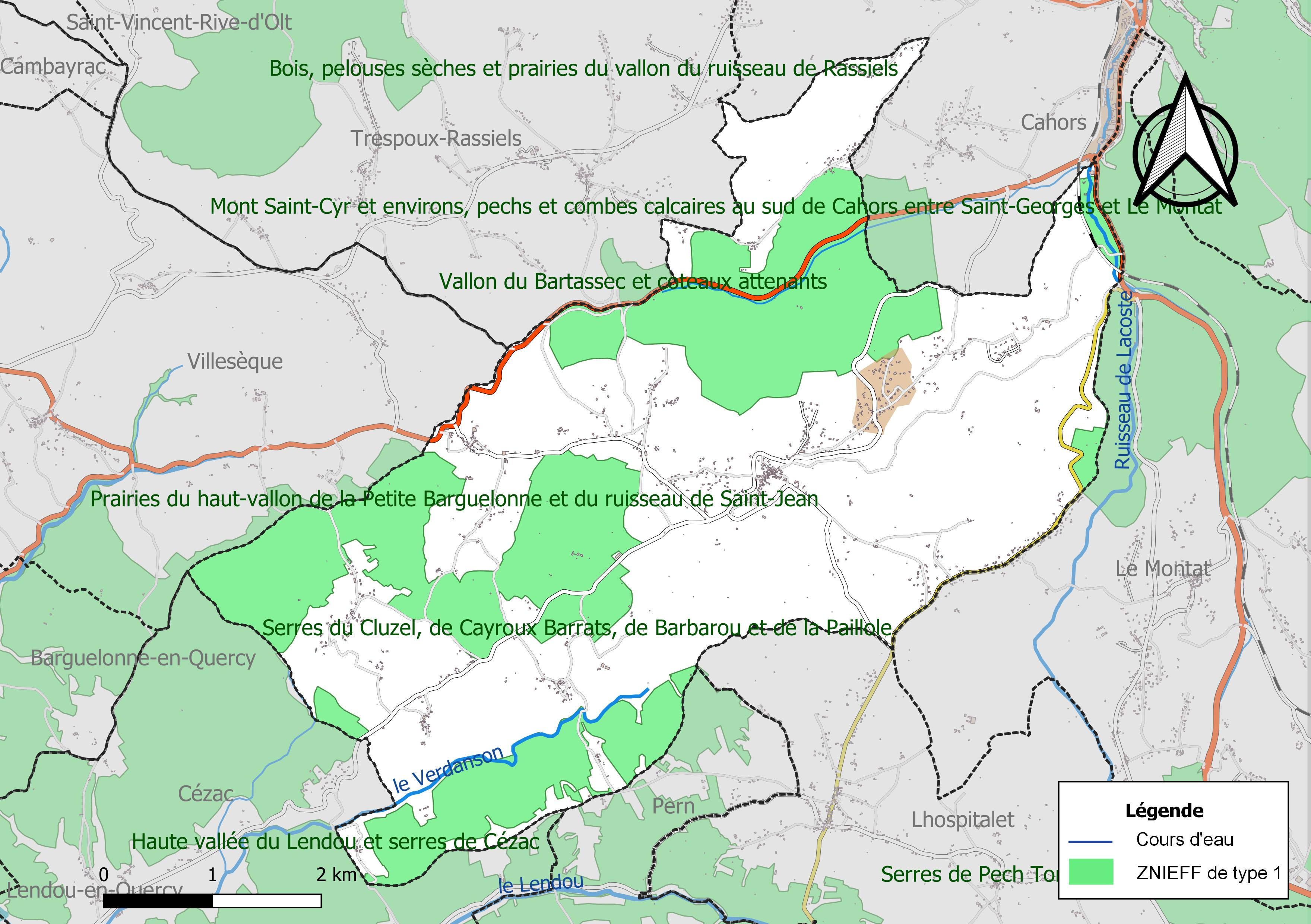
Carte des ZNIEFF de type 1 localisées sur la commune.

L’inventaire des zones naturelles d'intérêt écologique, faunistique et floristique (ZNIEFF) a pour objectif de réaliser une couverture des zones les plus intéressantes sur le plan écologique, essentiellement dans la perspective d’améliorer la connaissance du patrimoine naturel national et de fournir aux différents décideurs un outil d’aide à la prise en compte de l’environnement dans l’aménagement du territoire.
Quatre ZNIEFF de type 1 sont recensées sur la commune :
- la « haute vallée du Lendou et serres de Cézac » (1 133 ha), couvrant 5 communes du département[9] ;
- le « Mont Saint-Cyr et environs, pechs et combes calcaires au sud de Cahors entre Saint-Georges et le Montat » (1 853 ha), couvrant 5 communes du département[10] ;
- les « serres du Cluzel, de Cayroux Barrats, de Barbarou et de la Paillole » (1 609 ha), couvrant 5 communes du département[11].
- le « vallon du Bartassec et coteaux attenants » (435 ha), couvrant 3 communes du département[12] ;

## Urbanisme

### Typologie
Au 1er janvier 2024, Labastide-Marnhac est catégorisée commune rurale à habitat dispersé, selon la nouvelle grille communale de densité à sept niveaux définie par l'Insee en 2022.
Elle est située hors unité urbaine. Par ailleurs la commune fait partie de l'aire d'attraction de Cahors, dont elle est une commune de la couronne,. Cette aire, qui regroupe 78 communes, est catégorisée dans les aires de 50 000 à moins de 200 000 habitants,.

### Occupation des sols
L'occupation des sols de la commune, telle qu'elle ressort de la base de données européenne d’occupation biophysique des sols Corine Land Cover (CLC), est marquée par l'importance des forêts et milieux semi-naturels (59,7 % en 2018), en augmentation par rapport à 1990 (55,5 %). La répartition détaillée en 2018 est la suivante : 
forêts (31,4 %), milieux à végétation arbustive et/ou herbacée (28,3 %), zones agricoles hétérogènes (24,7 %), prairies (11,3 %), zones urbanisées (4,2 %). L'évolution de l’occupation des sols de la commune et de ses infrastructures peut être observée sur les différentes représentations cartographiques du territoire : la carte de Cassini (XVIIIe siècle), la carte d'état-major (1820-1866) et les cartes ou photos aériennes de l'IGN pour la période actuelle (1950 à aujourd'hui).

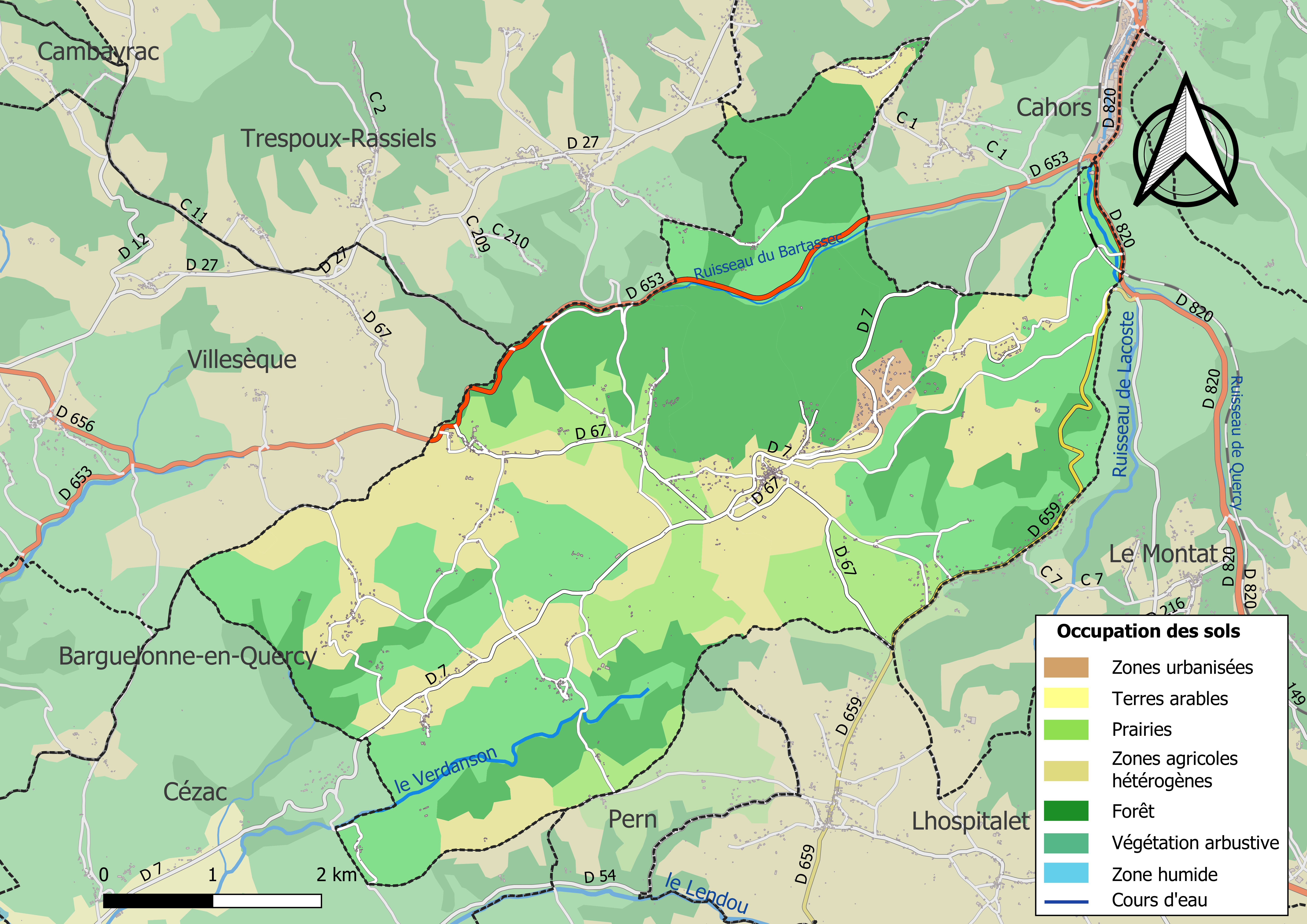
Carte des infrastructures et de l'occupation des sols de la commune en 2018 (CLC).

### Risques majeurs
Le territoire de la commune de Labastide-Marnhac est vulnérable à différents aléas naturels : météorologiques (tempête, orage, neige, grand froid, canicule ou sécheresse), inondations, feux de forêts, mouvements de terrains et séisme (sismicité très faible). Il est également exposé à un risque technologique,  le transport de matières dangereuses. Un site publié par le BRGM permet d'évaluer simplement et rapidement les risques d'un bien localisé soit par son adresse soit par le numéro de sa parcelle.

#### Risques naturels
La commune fait partie du territoire à risques importants d'inondation (TRI) de Cahors, regroupant 14 communes concernées par un risque de débordement du Lot et du ruisseau du Bartassec, un des 18 TRI qui ont été arrêtés fin 2012 sur le bassin Adour-Garonne. L'événement passé le plus significatif est la crue des 9 et 10 mars 1927 où le Lot a atteint 8,90 m à Cahors après une montée très rapide des eaux. Seules les crues de 1783 et 1833 ont dépassé ces valeurs. Les dégâts ont été très importants. Deux crues survenues sur le Bartassec en 1996 et 2010 ont eu un très fort impact sur les activités économiques de l'agglomération de Cahors. Des cartes des surfaces inondables ont été établies pour trois scénarios : fréquent (crue de temps de retour de 10 ans à 30 ans), moyen (temps de retour de 100 ans à 300 ans) et extrême (temps de retour de l'ordre de 1 000 ans, qui met en défaut tout système de protection). La commune a été reconnue en état de catastrophe naturelle au titre des dommages causés par les inondations et coulées de boue survenues en 1982, 1996, 1999 et 2010,.
Labastide-Marnhac est exposée au risque de feu de forêt du fait de la présence sur son territoire du massif de la Moyenne vallée du Lot. Un plan départemental de protection des forêts contre les incendies a été approuvé par arrêté préfectoral le 30 novembre 2015 pour la période 2015-2025. Les propriétaires doivent ainsi couper les broussailles, les arbustes et les branches basses sur une profondeur de 50 mètres, aux abords des constructions, chantiers, travaux et installations de toute nature, situées à moins de 200 mètres de terrains en nature
de bois, forêts, plantations, reboisements, landes ou friches. Le brûlage des déchets issus de l’entretien des parcs et jardins des ménages et des collectivités est interdit. L’écobuage est également interdit, ainsi que les feux de type méchouis et barbecues, à l’exception de ceux prévus dans des installations fixes (non situées sous couvert d'arbres) constituant une dépendance d'habitation.

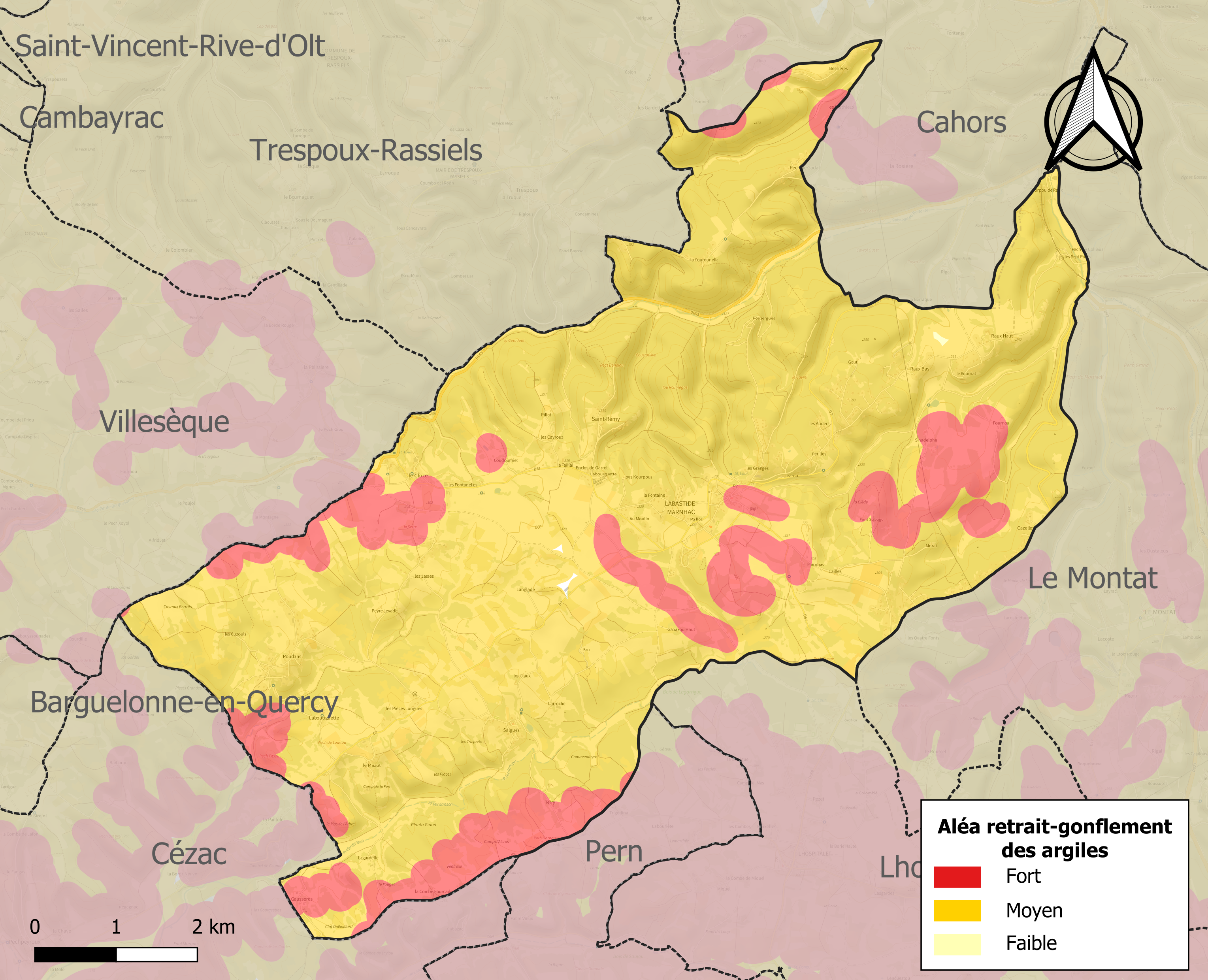
Carte des zones d'aléa retrait-gonflement des sols argileux de Labastide-Marnhac.

Les mouvements de terrains susceptibles de se produire sur la commune sont des affaissements et effondrements liés aux cavités souterraines (hors mines), des éboulements, chutes de pierres et de blocs, des glissements de terrain et des tassements différentiels. Par ailleurs, afin de mieux appréhender le risque d’affaissement de terrain, l'inventaire national des cavités souterraines permet de localiser celles situées sur la commune.
Le retrait-gonflement des sols argileux est susceptible d'engendrer des dommages importants aux bâtiments en cas d’alternance de périodes de sécheresse et de pluie. 99,9 % de la superficie communale est en aléa moyen ou fort (67,7 % au niveau départemental et 48,5 % au niveau national). Sur les 557 bâtiments dénombrés sur la commune en 2019, 556 sont en aléa moyen ou fort, soit 100 %, à comparer aux 72 % au niveau départemental et 54 % au niveau national. Une cartographie de l'exposition du territoire national au retrait gonflement des sols argileux est disponible sur le site du BRGM,.
Par ailleurs, afin de mieux appréhender le risque d’affaissement de terrain, l'inventaire national des cavités souterraines permet de localiser celles situées sur la commune.
Concernant les mouvements de terrains, la commune a été reconnue en état de catastrophe naturelle au titre des dommages causés par des mouvements de terrain en 1999.

#### Risques technologiques
Le risque de transport de matières dangereuses sur la commune est lié à sa traversée par une route à fort trafic et une ligne de chemin de fer. Un accident se produisant sur de telles infrastructures est susceptible d’avoir des effets graves sur les biens, les personnes ou l'environnement, selon la nature du matériau transporté. Des dispositions d’urbanisme peuvent être préconisées en conséquence.

## Toponymie
Les mention anciennes de Marnhac sont :  Maderniacum VIIIe siècle, Madrinagum XIe siècle, Marniacum 1147, La Bastide Marniac 1757, La Bastide Margnac v. 1850.
L'étymologie propose que Marnhac soit issu d'une forme *Matern[i]acum/*Matrin[i]acum, qui est un nom composé, d'époque gallo-romaine, de Matern-/Matrin- "de la Mére" + suff. -[i]acum "domaine de", d'où la signification de Marnhac "Domaine de la Mère". Le site a du être anciennement marécageux (fond de vallée, terrain J6, argileux) réputé habité par des divinités féminines.
La terminaison -ac est issue du suffixe gaulois -acon (lui-même du celtique commun *-āko-), souvent latinisé en -acum dans les textes.
Le nom La Bastide de Labastide-Marnhac est issu de l'occitan bastida et désigne un village fortifié, celle-ci fut construite vers le XIIIe siècle, près de Marnhac.

## Histoire
C’est une de ses plus anciennes bastides, fondée par le seigneur de Lard, famille aisée de Cahors, (aujourd’hui dans la commune du Montat).
Les seigneurs de Labastide avaient le titre de barons.
La seigneurie passa ensuite à d'autres riches Cahorsins : les de Jean.

## Politique et administration

### Liste des maires
| Période                                  | Période  | Identité            | Étiquette | Qualité |
| ---------------------------------------- | -------- | ------------------- | --------- | ------- |
| 1793                                     | 1796     | Jean Couaillac      |           |         |
| 1796                                     | 1799     | Alazard             |           |         |
| 1799                                     | 1801     | Antoine Dufay       |           |         |
| 1801                                     | 1805     | Jean Pierre Desplas |           |         |
| 1805                                     | 1815     | Chastagnier         |           |         |
| 1815                                     | 1830     | Tulle               |           |         |
| 1830                                     | 1843     | Jean Louis Vincens  |           |         |
| 1848                                     | 1848     | Pierre Bru          |           |         |
| 1848                                     | 1870     | Jean Alazard        |           |         |
| 1870                                     | 1896     | Joachim Valette     |           |         |
| 1896                                     | 1913     | Joachim Bonnet      |           |         |
| 1913                                     | 1920     | Théodore Dulac      |           |         |
| 1920                                     | 1925     | Jean Antoine Bru    |           |         |
| 1925                                     | 1933     | Louis Rouch         |           |         |
| 1933                                     | 1944     | Justin Passerieux   |           |         |
| 1944                                     | 1972     | Paul Gaillard       |           |         |
| 1972                                     | 1977     | Paul Couaillac      |           |         |
| 1977                                     | 1995     | André Massabie      |           |         |
| 1995                                     | En cours | Daniel Jarry        |           |         |
| Les données manquantes sont à compléter. |          |                     |           |         |

## Démographie
L'évolution du nombre d'habitants est connue à travers les recensements de la population effectués dans la commune depuis 1793. Pour les communes de moins de 10 000 habitants, une enquête de recensement portant sur toute la population est réalisée tous les cinq ans, les populations de référence des années intermédiaires étant quant à elles estimées par interpolation ou extrapolation. Pour la commune, le premier recensement exhaustif entrant dans le cadre du nouveau dispositif a été réalisé en 2004.

En 2022, la commune comptait 1 316 habitants, en évolution de +8,13 % par rapport à 2016 (Lot : +1,31 %, France hors Mayotte : +2,11 %).
| 1793 | 1800 | 1806 | 1821 | 1831 | 1836 | 1841 | 1846 | 1851 |
| ---- | ---- | ---- | ---- | ---- | ---- | ---- | ---- | ---- |
| 900  | 768  | 811  | 860  | 982  | 916  | 871  | 880  | 927  |

| 1856 | 1861 | 1866 | 1872 | 1876 | 1881 | 1886 | 1891 | 1896 |
| ---- | ---- | ---- | ---- | ---- | ---- | ---- | ---- | ---- |
| 920  | 933  | 872  | 872  | 855  | 852  | 814  | 761  | 704  |

| 1901 | 1906 | 1911 | 1921 | 1926 | 1931 | 1936 | 1946 | 1954 |
| ---- | ---- | ---- | ---- | ---- | ---- | ---- | ---- | ---- |
| 668  | 622  | 603  | 634  | 472  | 410  | 388  | 335  | 346  |

| 1962 | 1968 | 1975 | 1982 | 1990 | 1999 | 2004 | 2006 | 2009  |
| ---- | ---- | ---- | ---- | ---- | ---- | ---- | ---- | ----- |
| 354  | 310  | 427  | 557  | 691  | 844  | 930  | 931  | 1 121 |

| 2014  | 2019  | 2022  | - | - | - | - | - | - |
| ----- | ----- | ----- | - | - | - | - | - | - |
| 1 200 | 1 244 | 1 316 | - | - | - | - | - | - |

## Économie

### Revenus
En 2018, la commune compte 489 ménages fiscaux, regroupant 1 226 personnes. La médiane du revenu disponible par unité de consommation est de 22 670 € (20 740 € dans le département).

### Emploi
|                | 2008  | 2013  | 2018  |
| -------------- | ----- | ----- | ----- |
| Commune        | 6,2 % | 6 %   | 6,2 % |
| Département    | 7,3 % | 8,9 % | 9,6 % |
| France entière | 8,3 % | 10 %  | 10 %  |

En 2018, la population âgée de 15 à 64 ans s'élève à 755 personnes, parmi lesquelles on compte 79,5 % d'actifs (73,3 % ayant un emploi et 6,2 % de chômeurs) et 20,5 % d'inactifs,. Depuis 2008, le taux de chômage communal (au sens du recensement) des 15-64 ans est inférieur à celui de la France et du département.
La commune fait partie de la couronne de l'aire d'attraction de Cahors, du fait qu'au moins 15 % des actifs travaillent dans le pôle,. Elle compte 113 emplois en 2018, contre 128 en 2013 et 108 en 2008. Le nombre d'actifs ayant un emploi résidant dans la commune est de 557, soit un indicateur de concentration d'emploi de 20,3 % et un taux d'activité parmi les 15 ans ou plus de 60,9 %.
Sur ces 557 actifs de 15 ans ou plus ayant un emploi, 63 travaillent dans la commune, soit 11 % des habitants. Pour se rendre au travail, 93,2 % des habitants utilisent un véhicule personnel ou de fonction à quatre roues, 1,2 % les transports en commun, 2 % s'y rendent en deux-roues, à vélo ou à pied et 3,6 % n'ont pas besoin de transport (travail au domicile).

### Activités hors agriculture

#### Secteurs d'activités
72 établissements sont implantés  à Labastide-Marnhac au 31 décembre 2019. Le tableau ci-dessous en détaille le nombre par secteur d'activité et compare les ratios avec ceux du département,.
| Secteur d'activité                                                                                        | Commune | Commune | Département |
| Secteur d'activité                                                                                        | Nombre  | %       | %           |
| --- | ------- | ------- | ----------- |
| Ensemble                                                                                                  | 72      | 100 %   | (100 %)     |
| Industrie manufacturière, industries extractives et autres                                                | 5       | 6,9 %   | (14 %)      |
| Construction                                                                                              | 17      | 23,6 %  | (13,9 %)    |
| Commerce de gros et de détail, transports, hébergement et restauration                                    | 7       | 9,7 %   | (29,9 %)    |
| Information et communication                                                                              | 4       | 5,6 %   | (1,8 %)     |
| Activités financières et d'assurance                                                                      | 3       | 4,2 %   | (2,8 %)     |
| Activités immobilières                                                                                    | 2       | 2,8 %   | (3,5 %)     |
| Activités spécialisées, scientifiques et techniques et activités de services administratifs et de soutien | 9       | 12,5 %  | (13,5 %)    |
| Administration publique, enseignement, santé humaine et action sociale                                    | 9       | 12,5 %  | (12 %)      |
| Autres activités de services                                                                              | 16      | 22,2 %  | (8,7 %)     |

Le secteur de la construction est prépondérant sur la commune puisqu'il représente 23,6 % du nombre total d'établissements de la commune (17 sur les 72 entreprises implantées  à Labastide-Marnhac), contre 13,9 % au niveau départemental.

#### Entreprises et commerces
Les trois entreprises ayant leur siège social sur le territoire communal qui génèrent le plus de chiffre d'affaires en 2020 sont : 
- O.mercadier TP EURL, travaux de terrassement courants et travaux préparatoires (2 622 k€)
- Peinture Deco 46, travaux de peinture et vitrerie (1 052 k€)
- SARL Caballud, travaux de terrassement courants et travaux préparatoires (142 k€)

### Agriculture
La commune est dans le Quercy Blanc », une petite région agricole couvrant une partie du sud-ouestdu département du Lot. En 2020, l'orientation technico-économique de l'agriculture  sur la commune est la polyculture et/ou le polyélevage.
|               | 1988 | 2000 | 2010 | 2020  |
| ------------- | ---- | ---- | ---- | ----- |
| Exploitations | 43   | 35   | 27   | 20    |
| SAU (ha)      | 900  | 951  | 829  | 1 014 |

Le nombre d'exploitations agricoles en activité et ayant leur siège dans la commune est passé de 43 lors du recensement agricole de 1988  à 35 en 2000 puis à 27 en 2010 et enfin à 20 en 2020, soit une baisse de 53 % en 32 ans. Le même mouvement est observé à l'échelle du département qui a perdu pendant cette période 60 % de ses exploitations,. La surface agricole utilisée sur la commune est restée relativement stable, passant de 900 ha en 1988 à 1014 ha en 2020. Parallèlement la surface agricole utilisée moyenne par exploitation a augmenté, passant de 21 à 51 ha.

## Culture locale et patrimoine

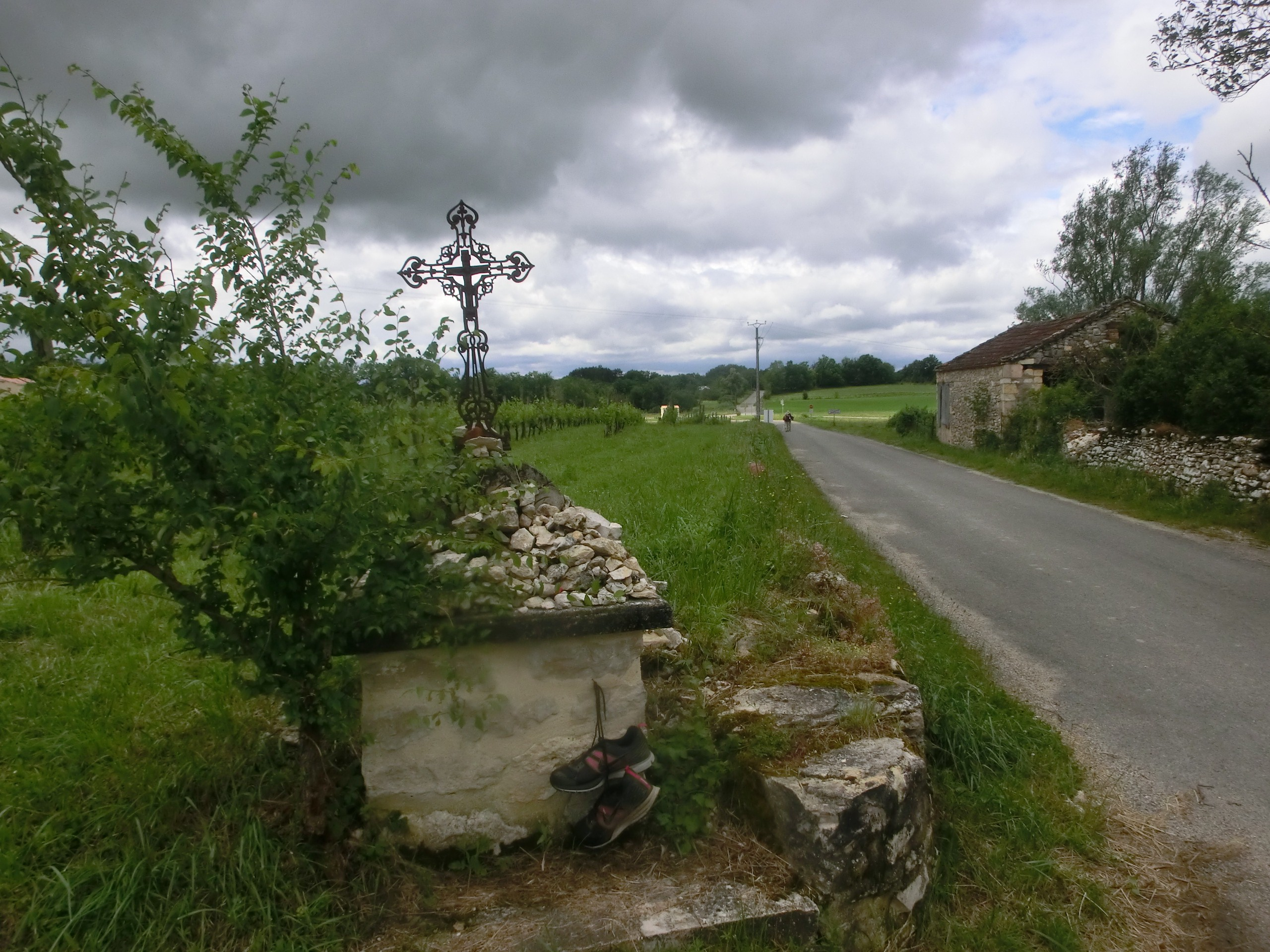
Le chemin de Compostelle quitte Labastide-Marnhac.

### Lieux et monuments
- Église de l'Immaculée-Conception de Labastide-Marnhac. Son église Notre-Dame de l’immaculée conception (fête le 8 déc) a été remaniée au XIXe siècle, elle a remplacé l'ancienne chapelle de l'Hôpital de Marnhac construit en 1284 par Guillaumon de Jean, pour recevoir les hôtes de passage[39]. La chapelle était une annexe de la paroisse de Saint-Rémi. Elle possède : encensoir, calice et patène.

### Le pèlerinage de Compostelle
Labastide-Marnhac est situé sur le Gr 65, la via Podiensis du pèlerinage de Saint-Jacques-de-Compostelle du Puy-en-Velay à Saint-Jean-Pied-de-Port.
On vient de Cahors pour continuer vers Moncuq.

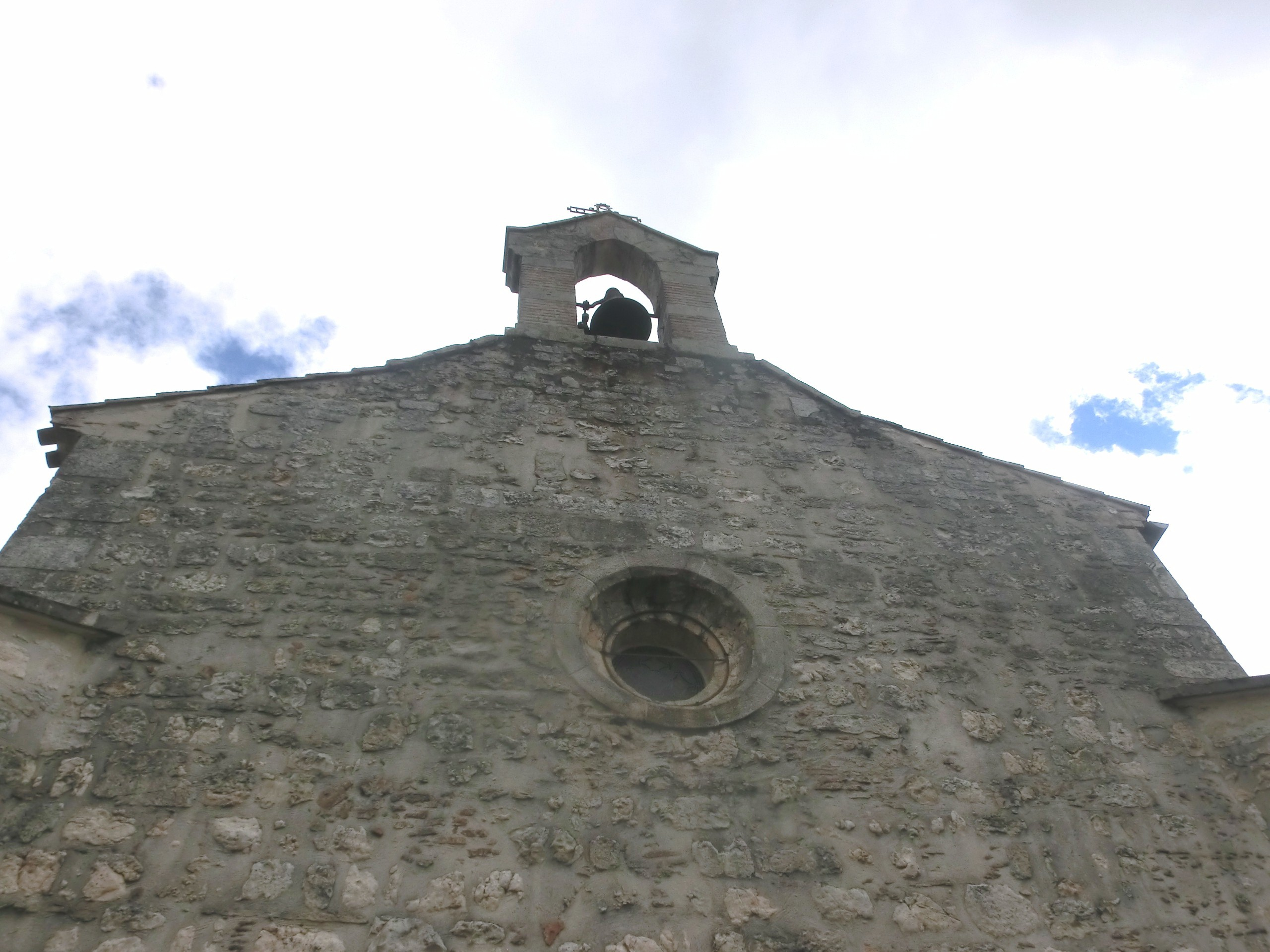
L'église.
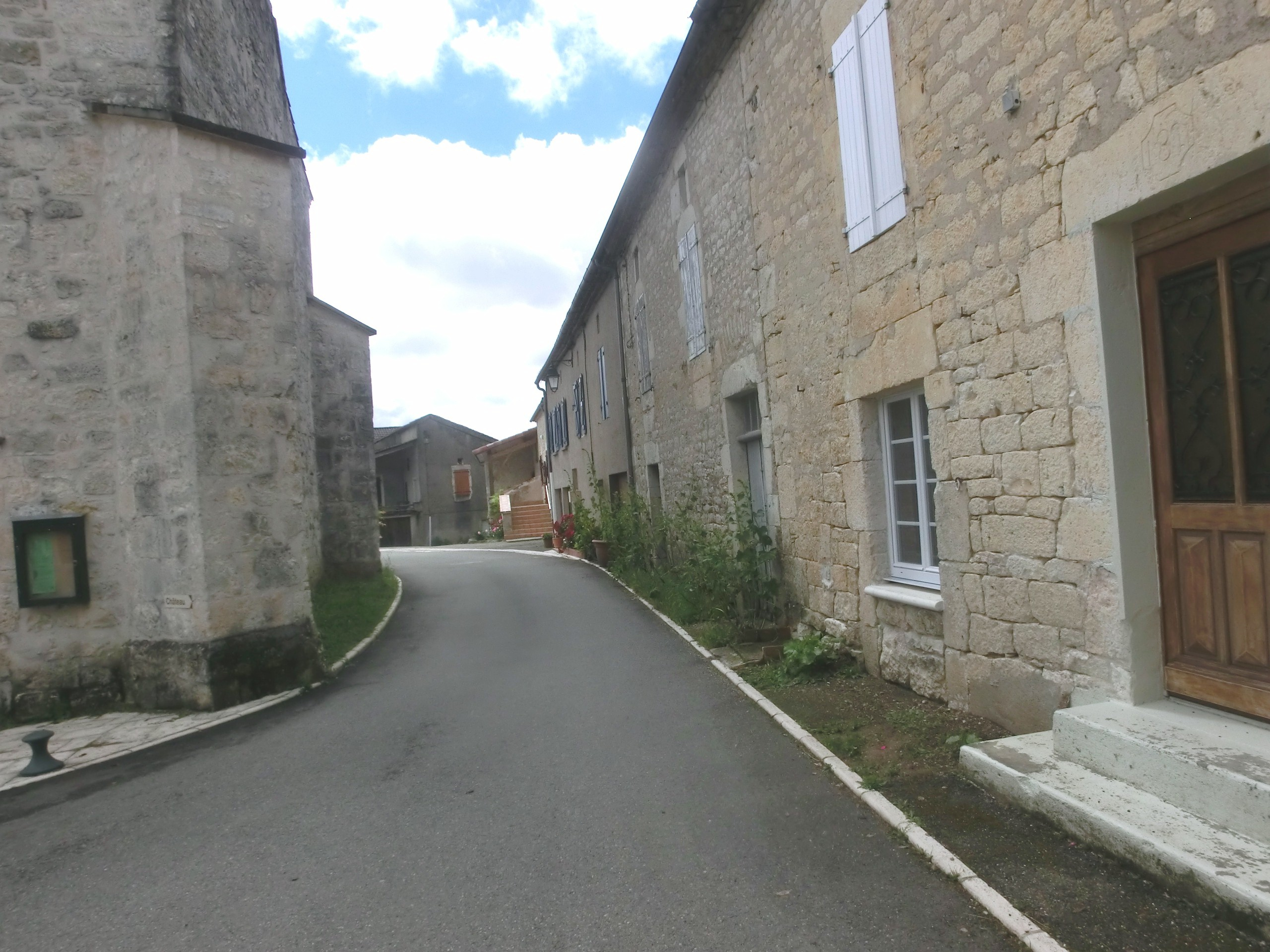
Ruelle près de l'église..
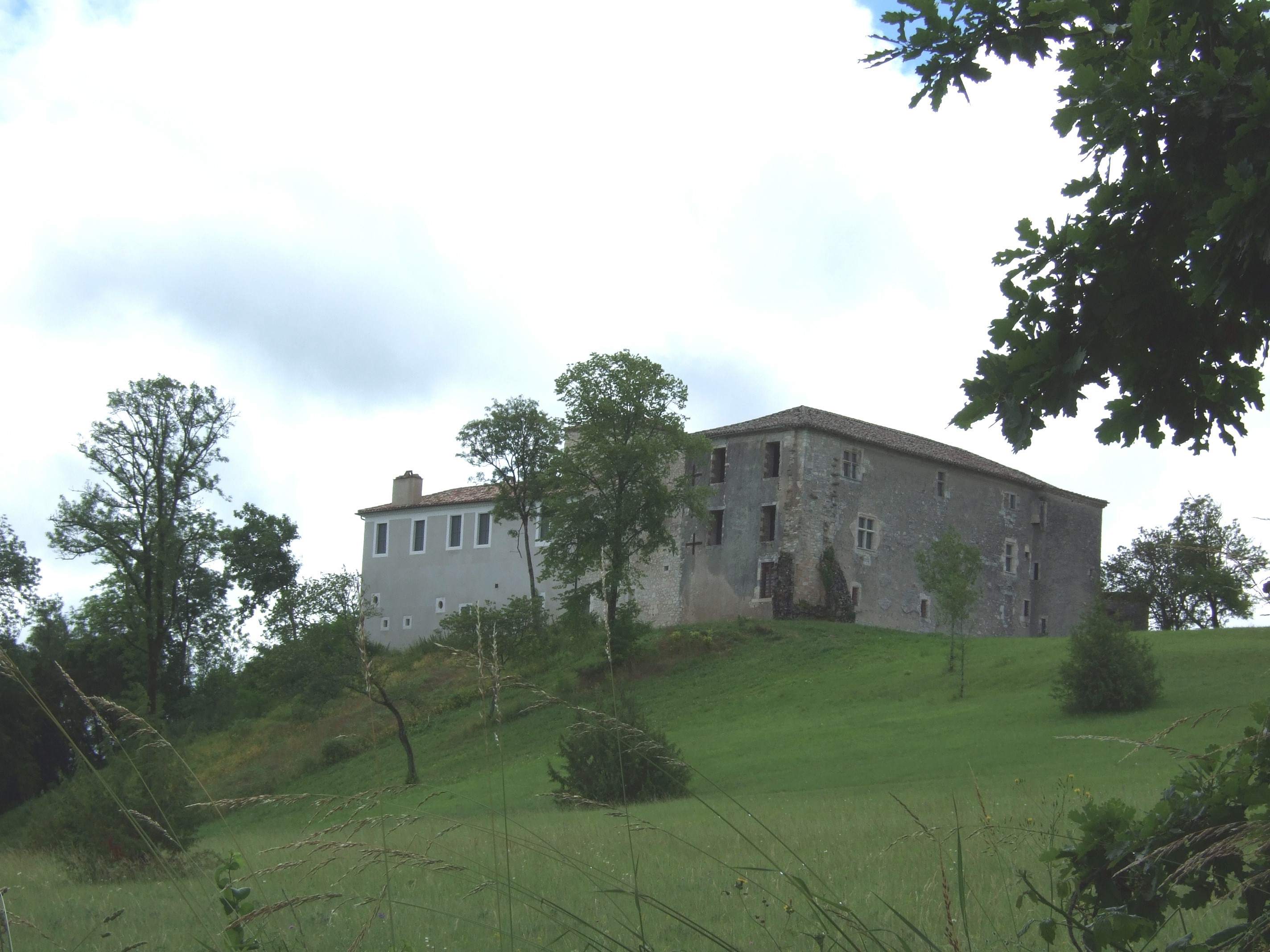
Une maison-forte.

- Dolmen de Peyre Levade : 44° 22′ 41″ N, 1° 21′ 40″ E
- Site préhistorique, et gallo-romain, four de potier du Poteau.
- Labastide-Marnhac possède plusieurs repaires ou maisons-fortes : le château de Labastide-Marnhac, attesté dès le XIIe siècle, ainsi que les repaires de Saint-Rémy et de Salgues.

### Personnalités liées à la commune
- Joseph Delfour (1852-1919), espérantiste, est mort à la ferme de Salgues.
- Jordan Mouillerac né en 1993, danseur professionnel.

### Héraldique
| Blason de Labastide-Marnhac | Les armes de Labastide-Marnhac se blasonnent ainsi : d'azur à la bande d'argent accostée de deux cotices d'or, à la bordure cousue de gueules chargée de huit rocs d'échiquier aussi d'argent |

#### Site de l'Insee
1. ↑  « La grille communale de densité », sur le site de l'Insee, 28 mai 2024 (consulté le 28 juin 2024).
2. 1 2  Insee, « Métadonnées de la commune de Labastide-Marnhac ».
3. ↑  « Liste des communes composant l'aire d'attraction de Cahors », sur le site de l'Insee (consulté le 28 juin 2024).
4. ↑  Marie-Pierre de Bellefon, Pascal Eusebio, Jocelyn Forest, Olivier Pégaz-Blanc et Raymond Warnod (Insee), « En France, neuf personnes sur dix vivent dans l’aire d’attraction d’une ville », sur le site de l'Insee, 21 octobre 2020 (consulté le 28 juin 2024).
5. ↑  « REV T1 - Ménages fiscaux de l'année 2018 à Labastide-Marnhac » (consulté le 5 février 2022).
6. ↑  « REV T1 - Ménages fiscaux de l'année 2018 dans le Lot » (consulté le 5 février 2022).
7. 1 2  « Emp T1 - Population de 15 à 64 ans par type d'activité en 2018 à Labastide-Marnhac » (consulté le 5 février 2022).
8. ↑  « Emp T1 - Population de 15 à 64 ans par type d'activité en 2018 dans le Lot » (consulté le 5 février 2022).
9. ↑  « Emp T1 - Population de 15 à 64 ans par type d'activité en 2018 dans la France entière » (consulté le 5 février 2022).
10. ↑  « Base des aires d'attraction des villes 2020 », sur site de l'Insee (consulté le 10 avril 2021).
11. ↑  « Emp T5 - Emploi et activité en 2018 à Labastide-Marnhac » (consulté le 5 février 2022).
12. ↑  « ACT T4 - Lieu de travail des actifs de 15 ans ou plus ayant un emploi qui résident dans la commune en 2018 » (consulté le 5 février 2022).
13. ↑  « ACT G2 - Part des moyens de transport utilisés pour se rendre au travail en 2018 » (consulté le 5 février 2022).
14. ↑  « DEN T5 - Nombre d'établissements par secteur d'activité au 31 décembre 2019 à Labastide-Marnhac » (consulté le 14 février 2022).
15. ↑  « DEN T5 - Nombre d'établissements par secteur d'activité au 31 décembre 2019 dans le Lot » (consulté le 14 février 2022).

#### Autres sources
1. ↑  Carte IGN sous Géoportail
2. 1 2  Daniel Joly, Thierry Brossard, Hervé Cardot, Jean Cavailhes, Mohamed Hilal et Pierre Wavresky, « Les types de climats en France, une construction spatiale », Cybergéo, revue européenne de géographie - European Journal of Geography, no 501,‎ 18 juin 2010 (DOI 10.4000/cybergeo.23155, lire en ligne, consulté le 14 novembre 2023)
3. ↑  « Zonages climatiques en France métropolitaine. », sur pluiesextremes.meteo.fr (consulté le 14 novembre 2023).
4. ↑  « Orthodromie entre Labastide-Marnhac et Le Montat », sur fr.distance.to (consulté le 14 novembre 2023).
5. ↑  « Station Météo-France « Le Montat » (commune du Le Montat) - fiche climatologique - période 1991-2020 », sur donneespubliques.meteofrance.fr (consulté le 14 novembre 2023).
6. ↑  « Station Météo-France « Le Montat » (commune du Le Montat) - fiche de métadonnées. », sur donneespubliques.meteofrance.fr (consulté le 14 novembre 2023).
7. ↑  « Climadiag Commune : diagnostiquez les enjeux climatiques de votre collectivité. », sur meteofrance.fr, novembre 2022 (consulté le 14 novembre 2023).
8. ↑  « Liste des ZNIEFF de la commune de Labastide-Marnhac », sur le site de l'Inventaire national du patrimoine naturel (consulté le 2 septembre 2021).
9. ↑  « ZNIEFF la « haute vallée du Lendou et serres de Cézac » - fiche descriptive », sur le site de l'inventaire national du patrimoine naturel (consulté le 2 septembre 2021).
10. ↑  « ZNIEFF le « Mont Saint-Cyr et environs, pechs et combes calcaires au sud de Cahors entre Saint-Georges et le Montat » - fiche descriptive », sur le site de l'inventaire national du patrimoine naturel (consulté le 2 septembre 2021).
11. ↑  « ZNIEFF les « serres du Cluzel, de Cayroux Barrats, de Barbarou et de la Paillole » - fiche descriptive », sur le site de l'inventaire national du patrimoine naturel (consulté le 2 septembre 2021).
12. ↑  « ZNIEFF le « vallon du Bartassec et coteaux attenants » - fiche descriptive », sur le site de l'inventaire national du patrimoine naturel (consulté le 2 septembre 2021).
13. ↑  « CORINE Land Cover (CLC) - Répartition des superficies en 15 postes d'occupation des sols (métropole). », sur le site des données et études statistiques du ministère de la Transition écologique. (consulté le 14 avril 2021).
14. 1 2 3  « Les risques près de chez moi - commune de Labastide-Marnhac », sur Géorisques (consulté le 17 octobre 2022).
15. ↑  BRGM, « Évaluez simplement et rapidement les risques de votre bien », sur Géorisques (consulté le 13 septembre 2022).
16. ↑  « Liste des territoires à risque important d'inondation (TRI) de 2012 sur le bassin Adour-Garonne », sur occitanie.developpement-durable.gouv.fr (consulté le 13 septembre 2022).
17. ↑  « cartographie des risques d'inondations du TRI de Cahors », sur occitanie.developpement-durable.gouv.fr (consulté le 13 septembre 2022).
18. ↑  « Dossier départemental des risques majeurs dans le Lot », sur lot.gouv.fr (consulté le 13 septembre 2022), partie 1 -  chapitre Risque inondation.
19. ↑  « Dossier départemental des risques majeurs dans le Lot », sur lot.gouv.fr (consulté le 13 septembre 2022).
20. ↑  « Dossier départemental des risques majeurs dans le Lot », sur lot.gouv.fr (consulté le 13 septembre 2022), chapitre Mouvements de terrain.
21. 1 2  « Liste des cavités souterraines localisées sur la commune de Labastide-Marnhac », sur georisques.gouv.fr (consulté le 13 septembre 2022).
22. ↑  « Retrait-gonflement des argiles », sur le site de l'observatoire national des risques naturels (consulté le 13 septembre 2022).
23. ↑  « Dossier départemental des risques majeurs dans le Lot », sur lot.gouv.fr (consulté le 13 septembre 2022), chapitre Risque transport de matières dangereuses.
24. 1 2 3 4  BUCHMÜLLER-PFAFF (Monika) Siedlungsnamen zwischen Spätantike und frühem Mittelalter: die -(i)acum-Namen der römischen Provinz Belgica Prima (1990), p. 334.
25. ↑  IGN, Plan de Cassini.
26. ↑  IGN, carte d'Etat-Major 1820-1866.
27. ↑  AUDIN (P.) Les Mères gauloises et les eaux, Cæsarodunum XV bis, éd. Belles-Lettres, Paris, 1980, p. 497.
28. ↑  Gaston Bazalgues, À la découverte des noms de lieux du Quercy : Toponymie lotoise, Gourdon, Éditions de la Bouriane et du Quercy, juin 2002, 127 p. (ISBN 2-910540-16-2), p. 113.
29. ↑  « Les maires de Labastide-Marnhac », sur Site francegenweb, 19 février 2011 (consulté le 22 février 2017).
30. ↑  L'organisation du recensement, sur insee.fr.
31. ↑  Calendrier départemental des recensements, sur insee.fr.
32. ↑  Des villages de Cassini aux communes d'aujourd'hui sur le site de l'École des hautes études en sciences sociales.
33. ↑  Fiches Insee - Populations de référence de la commune pour les années 2006, 2007, 2008, 2009, 2010, 2011, 2012, 2013, 2014, 2015, 2016, 2017, 2018, 2019, 2020, 2021 et 2022.
34. ↑  « Entreprises à Labastide-Marnhac », sur entreprises.lefigaro.fr (consulté le 14 février 2022).
35. ↑  « Les régions agricoles (RA), petites régions agricoles(PRA) - Année de référence : 2017 », sur agreste.agriculture.gouv.fr (consulté le 14 février 2022).
36. ↑  Présentation des premiers résultats du recensement agricole 2020, Ministère de l’agriculture et de l’alimentation, 10 décembre 2021
37. 1 2  « Fiche de recensement agricole - Exploitations ayant leur siège dans la commune de Labastide-Marnhac - Données générales », sur recensement-agricole.agriculture.gouv.fr (consulté le 14 février 2022).
38. ↑  « Fiche de recensement agricole - Exploitations ayant leur siège dans le département du Lot » (consulté le 14 février 2022).
39. ↑  Annales de Saint-Louis des Français (1902), t. 7, p. 145-146.